# Jean Antoine Verschaeren
Pour les articles homonymes, voir Verschaeren.
Jean Antoine Verschaeren, né le 27 avril 1803 à Anvers et mort dans la même ville le 30 mai 1863, est un peintre belge de style classique, connu pour ses peintures d'histoire, ses paysages, et ses portraits.
Lauréat du prix de Rome belge de peinture en 1828, sa renommée prend racine. Son long séjour à Rome (1830-1838) lui permet de travailler avec des peintres du mouvement nazaréen qui influencent pérennement son style pictural. De retour en Belgique, Jean Antoine Verschaeren mène une carrière professorale à l'Académie royale des beaux-arts d'Anvers.  
Ses œuvres sont notamment conservées aux Musées royaux des Beaux-Arts de Belgique, au Musée royal des Beaux-Arts d'Anvers et au Rijksmuseum Amsterdam. 

## Biographie

### Famille
Jean Antoine Verschaeren, né à Anvers, 3e section no 1601, le 27 avril 1803, est le fils de Jean Antoine Verschaeren (1758), ouvrier, et de Marie Anne Françoise Wtberghe (1765-1835), native d'Iseghem. Jean Antoine Verschaeren épouse à Rome, le 8 février 1838, Caroline Platner (née à Rome en février 1815 et morte à Anvers le 25 octobre 1891), fille du peintre et diplomate Ernst Zacharias Platner et d'Antonia Tosetti. Caroline Platner est la sœur d'Adélaïde Gertrude Platner, épouse du peintre nazaréen Alexander Maximilian Seitz.

### Formation
Jean Antoine Verschaeren est étudiant à l'Académie royale des beaux-arts d'Anvers et bénéficie de l'enseignement de Guillaume Herreyns. En août 1828, il se présente parmi les six candidats au prix de Rome belge de peinture historique, dont le sujet est Darius blessé, pansé par un soldat macédonien. L'unanimité des voix du jury le désigne comme lauréat, devançant, grâce à la qualité de sa composition, Antoine Wiertz. Cette récompense commence à asseoir sa renommée,,.

### Carrière
À l'issue de sa formation académique, Jean Antoine Verschaeren séjourne durant l'hiver 1828-1829 en Grande-Bretagne. À la fin de l'année de 1829, il réside en France, puis, en 1830, il s'établit à Rome, via Condotti, durant huit ans. Entretemps, il effectue un séjour à Munich. Durant sa résidence à l'étranger, il rencontre les peintres nazaréens Johann Friedrich Overbeck et Peter von Cornelius, avec lesquels il travaille et qui influencent durablement son art.
De retour à Anvers, où il s'établit définitivement en juin 1838, il se consacre à la peinture et devient, en 1842, professeur de dessin et d'expression de l'Académie d'Anvers, puis directeur intérimaire de cette institution, de 1852 à 1855. Il est également, en 1849, l'un des rédacteurs du premier catalogue du Musée royal des Beaux-Arts d'Anvers. En 1858-1859, il effectue un second séjour à Rome et réside via San Isidoro.
Jean Antoine Verschaeren meurt, à l'âge de 60 ans, le 30 mai 1863 à Sint Willibrord, quartier de la ville d'Anvers.

## Œuvre

### Caractéristiques

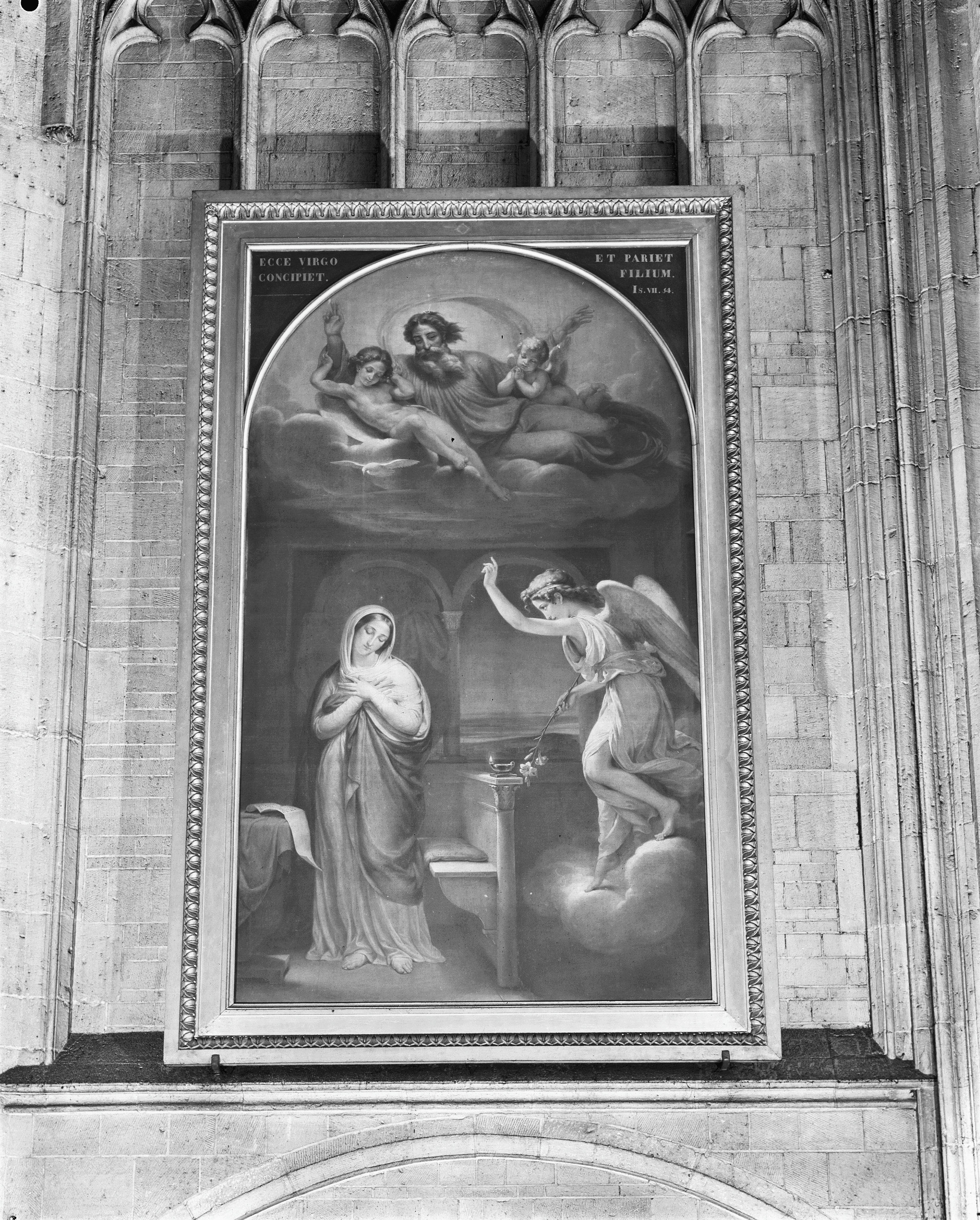
Annonciation (1835), Basilique-cathédrale Saint-Jean de Bois-le-Duc.

Jean Antoine Verschaeren est connu pour ses peintures d'histoire, ses paysages, et ses portraits de facture classique. Son Annonciation (1835) est conservée à la Basilique-cathédrale Saint-Jean de Bois-le-Duc aux Pays-Bas.

### Réception critique
Résidant à Rome, Jean Antoine Verschaeren envoie Rebecca au puits au Salon de Bruxelles de 1836. La critique de L'Indépendance belge estime que la composition parvenue en retard au salon, non inscrite dans le catalogue, est remarquable et écrit un long éloge, tempéré par une réserve au sujet de sa capacité de coloriste. Le peintre a emprunté un sujet de l'Ancien Testament où s'exprime la belle simplicité des mœurs des peuples de pasteurs frappant l'imagination du peintre . Le tableau possède la poésie et la saveur des temps primitifs. Il est sobre de poses et de gestes. La couleur de M. Verschaeren est la partie la plus attaquable de son talent. Il recherche l'alliance du coloris de l'école flamande et de l'école italienne. S'il y a combinaison, il n'y a pas alliance.
Louis Alvin rappelle, en 1836, que Verschaeren a été lauréat à Anvers et pensionnaire à Rome. Son tableau Rebecca au puits prouve qu'il a bien employé son séjour dans la capitale du monde des beaux-arts. Il n'est pas original, son dessin et sa composition rappellent Nicolas Poussin, tandis que sa couleur et la manière de contourner les draperies évoquent Pierre Mignard. C'est donc en suivant un système qui ne peut pas être le résultat de ses propres observations et en employant des procédés qu'il n'a pas imaginés que Verschaeren a conçu et exécuté son tableau. L'action principale a été négligée pour les accessoires. Les deux figures principales nécessitaient seules quelque invention, et c'est la partie indigente du tableau. Le paysage est cependant admirablement composé. Quoi qu'il en soit, l'aspect général du tableau est enchanteur, le site est profond et plein d'air, la couleur en est flatteuse. On nous a parlé d'un Vœu de Jephté que le même artiste aurait exécuté en Italie, et nous regrettons qu'il ne figure pas à l'exposition. 

### Expositions
Jean Antoine Verschaeren participe à quatre salons triennaux belges :
- Salon de Bruxelles de 1836 : Rebecca au puits (médaille de bronze)[5].
- Salon d'Anvers de 1840 : Ruth glanant dans le champ de Booz[7].
- Salon d'Anvers de 1843 : La Vierge au rosaire, destinée à l'église Saint-Paul, près de Saint-Nicolas[8].
- Salon d'Anvers de 1849 : Le Christ mort sur le sein de sa mère[9].

### Collections muséales
- Musées royaux des Beaux-Arts de Belgique (Bruxelles) : 
  - Rebecca au puits (1836), huile sur bois, inventaire no 1066, format 124 × 173 cm, acquis avant 1838[10].
  - Portrait du sculpteur Mathieu Kessels (1836), huile sur bois, inventaire no 1549, format 58,5 × 49 cm, acquis de la veuve de l'artiste, Anvers, 1863[11].
- Musée royal des Beaux-Arts d'Anvers :
  - 92 dessins, craies noires, craies blanches représentant pour la plupart des sujets religieux, des scènes mythologiques, des portraits esquissés[12].
- Rijksmuseum Amsterdam : 
  - Trois portraits gravés d'après les œuvres de Verschaeren, deux lettres, deux photographies de l'artiste[13].

## Honneur
- Chevalier de l'ordre de Léopold (14 décembre 1846)[14].